# (250719) Jurajbardy
(250719) Jurajbardy est un astéroïde de la ceinture principale.

## Description
(250719) Jurajbardy est un astéroïde de la ceinture principale. Il fut découvert le 23 septembre 2005 à Ondřejov par Peter Kušnirák. Il présente une orbite caractérisée par un demi-grand axe de 2,98 UA, une excentricité de 0,08 et une inclinaison de 9,6° par rapport à l'écliptique.